# Platone di Ancira
Platone di Ancira (... – 22 luglio 306) è stato un martire cristiano; viene venerato dalla Chiesa cattolica come santo.

## Agiografia
Platone era fratello di Antioco, medico di Sebaste e martire ad Anastasiopoli.
Visse tra i secoli III e IV, prima del regno di Costantino il Grande e dell'editto di Milano, e di conseguenza la religione cristiana non era consentita durante l'Impero Romano. A causa della sua predicazione, è stato arrestato e portato al tempio di Zeus a giudizio, dove è stato interrogato dal governatore Agrippino.
Fu imprigionato e martirizzato per non aver rifiutato la sua fede nella città di Ancira, attuale Ankara. Morì il 22 luglio, giorno in cui si celebra la sua festa.

## Culto
Secondo il Martirologio Romano, il giorno dedicato al santo è il 22 luglio:
(Martirologio Romano)
San Platone è il patrono dei prigionieri.
Platone di Ancira è venerato nella Chiese orientali il 18 novembre. 